# 鍵層
鍵層（かぎそう、けんそう、key bed、marker bed）とは、地層の年代を比較し特定するために用いられる特徴的な地層である。主に堆積層であり、同一時代に堆積した地層であることがその要件である。
地層は、侵食作用を受けることから、水平方向に連続しないことがほとんどであり、離れた2点間の地層の生成年代を対比し、連続性を判断する際に鍵層は重要な材料となる。

## 鍵層の例
鍵層は主に、成因が特定できる軽石や凝灰岩層や特定の化石や元素などが産出する地層が用いられる。分布が広く連続性があり、岩質が特徴的で、他の岩石とたやすく区別されるような地層が該当する。軽石・凝灰岩のほかに、石炭層、チャート、石灰岩等がある。

### 軽石、凝灰岩層
火山の噴火による火山灰は、周辺または広域に降り注ぐ。この噴出物（例えば軽石や凝灰岩）は、噴火ごとに成分が変化することから、同じ火山により生成されたものでも、噴火時代の判定を行うことが可能である。この性質を利用して同一火山噴出物を同定し、これが同一の時代であることから、堆積場所が異なっていたとしても、時代の比較が可能となる。
日本における代表的な鍵層としては、過去に大噴火を起こして北海道にまで広く火山灰を降らせた姶良カルデラや阿蘇山、大山、浅間山、富士山、支笏湖カルデラ、樽前山、有珠山等の噴火による広域テフラがある。
1991年のピナツボ火山（フィリピン）が噴火した際には、火山灰が成層圏まで吹き上げられ、ジェット気流に乗って数日間で地球を一周したため、地球全体にまき散らされた。

### 化石や生物痕、炭化物を含む泥岩、砂岩、石灰岩等
微化石や、やや大型のフズリナや大型の貝殻を持つアンモナイトなど、進化の歴史がほぼ明らかになっている種については、世代毎に特徴を分析することにより大まかな判定を行うことが可能である。そのような目的に利用できる化石を示準化石という。

### 特定の元素を含む地層
中生代末期の地層中には、地球上にほとんど存在しないイリジウムを含む層が挟在している。これは地球に隕石が衝突し、広範囲にその成分が拡散したために生じたものと考えられている。また、大きな隕石が大気圏に突入してテクタイトとなって数百キロメートルの広さに散布される。
人類が関与した例としては、1950年以降の核実験で放射性物質が増加したことが挙げられる。